# Antonov An-14
El Antonov An-14 Pchelka (en ruso: «Пчелка», «Abeja», (designación OTAN Clod)) es un avión utilitario ligero con características STOL de origen soviético. Realizó el primer vuelo el 15 de marzo de 1958, la producción en serie comenzó en 1966 y fueron construidos alrededor de 300 ejemplares hasta 1972. El An-14 no pudo sustituir al más exitoso biplano An-2, que fue fabricado hasta 1990. El sucesor del An-14, el An-28 con motores turbohélice, todavía se fabrica en fábricas PZL Mielec de Polonia bajo los nombres PZL M28 Skytruck y PZL M28B Bryza.
Con características de vuelo muy estables, el An-14 podía ser volado por la mayoría después de unas horas de formación básica. Un pequeño número de An-14 se encuentran todavía en condiciones de aeronavegabilidad.

## Operadores
Afganistán

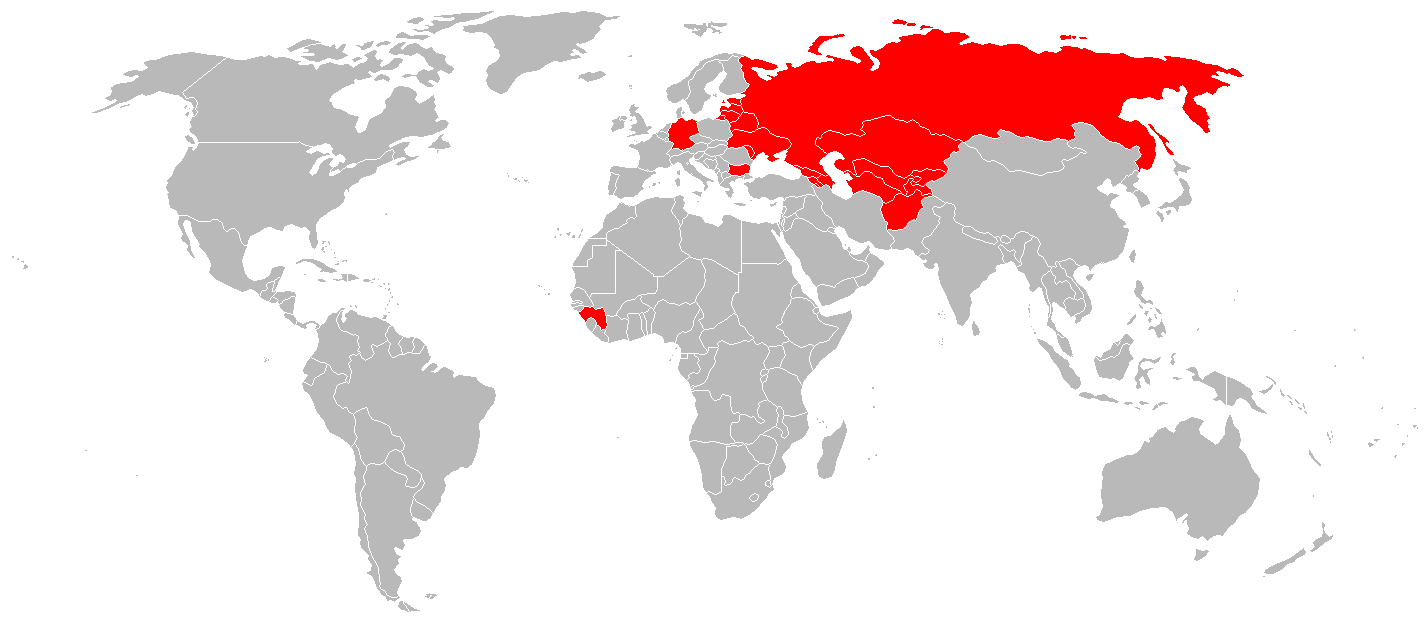
Operadores del An-14

- La Fuerza Aérea Afgana operó 12, desde 1985 a 1991.

 Bulgaria
- Fuerza Aérea de Bulgaria

 República Democrática Alemana
- Fuerza Aérea de Alemania Oriental

 Mongolia
- Fuerza Aérea de Mongolia- operó 2 desde principios de 1970 hasta 1980

 Guinea
- Fuerzas armadas de Guinea

 Guinea-Bisáu
 Unión Soviética
- Fuerza Aérea Soviética
- Aeroflot

## Especificaciones (An-14)
Referencia datos: Soviet Transport Aircraft since 1945

### Características generales
- Tripulación: 2
- Capacidad: 6–8 pasajeros
- Carga: 720 kg (600 kg)
- Longitud: 11,4 m (37,3 ft)
- Envergadura: 22 m (72,1 ft)
- Altura: 4,6 m (15,2 ft)
- Superficie alar: 39,7 m² (427,6 ft²)
- Perfil alar: 12.15:1
- Peso vacío: 2600 kg (5730,4 lb)
- Peso cargado: 3450 kg (7603,8 lb)
- Peso máximo al despegue: 3600 kg (7934,4 lb)
- Planta motriz: 2× motores radiales Ivchenko AI-14RF refrigerados por aire.
  - Potencia: 224 kW (309 HP; 305 CV) 300 cada uno.

### Rendimiento
- Velocidad crucero (Vc): = 180
- Alcance: 650 km (351 nmi; 404 mi)
- Radio de acción: km
- Alcance en combate: km
- Alcance en ferry: km
- Techo de vuelo: 5000 m (16 404 ft)
- Velocidad del aterrizaje:  80 km/h

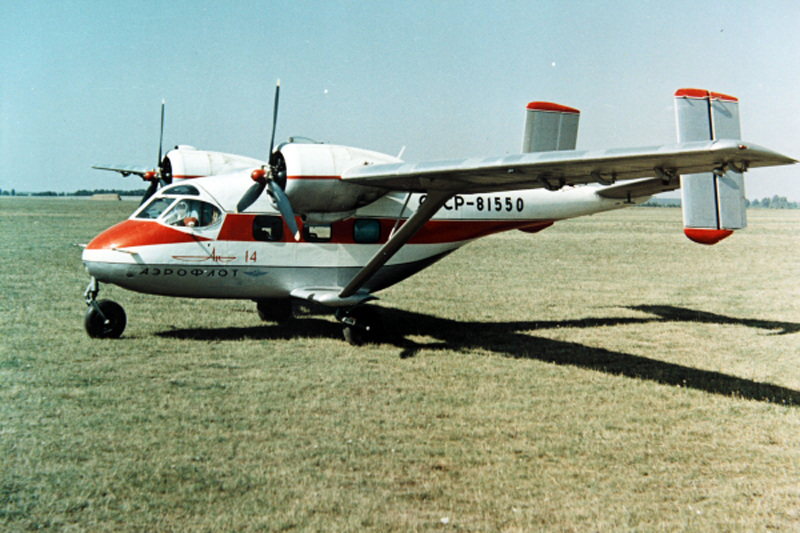
An-14 de Aeroflot

- Tamaño de cabina: 3,1 x 1,53 x 1,6 m

### Desarrollos relacionados
- Antonov An-28
- Antonov An-38

### Aeronaves similares
- Shorts Skyvan
- IAI Arava